# 駐東帝汶外交機構列表

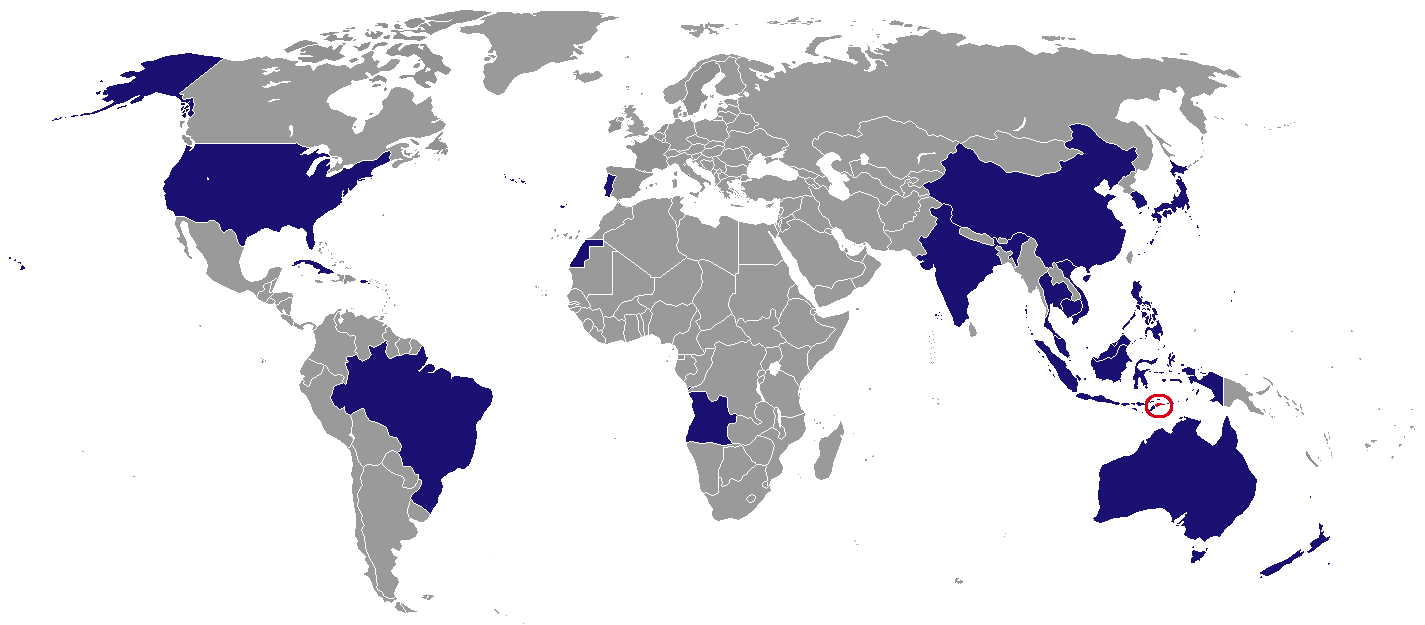
在东帝汶设有外交機構的国家

东帝汶首都帝力是一个拥有10万人口的城市，设有16个外交機構，其中大多数来自临近周边国家和地区。

## 大使馆
| - 巴西 - 中国 - 古巴 - 聖座 - 印度尼西亞 - 日本 | - 马来西亚 - 新西兰 - 菲律賓 - 葡萄牙 - 撒拉威阿拉伯民主共和國 - 新加坡 - 泰國 - 美国 |

## 代表团
- 欧盟（代表团）

## 非常驻大使馆
中华人民共和国北京市
| - 玻利维亚 - 中非 - 多米尼克 - 多哥 - 乌干达 |

澳大利亚堪培拉
| - 賽普勒斯 - 巴勒斯坦 - 乌拉圭 - 委內瑞拉 |

印度尼西亚雅加达
| - 阿富汗 - 阿尔及利亚 - 阿根廷 - 奥地利 - 加拿大 - 柬埔寨 - 哥伦比亚 - 捷克 - 丹麦 | - 埃及 - 斐济 - 芬兰 - 法國 - 德国 - 匈牙利 - 印度 - 伊朗 - 伊拉克 - 義大利 | - 约旦 - 黎巴嫩 - 墨西哥 - 莫桑比克 - 緬甸 - 荷蘭 - 挪威 | - 波蘭 - 俄羅斯 - 圣马力诺 - 塞爾維亞 - 斯洛伐克 - 沙烏地阿拉伯 - 南非 - 西班牙 - 瑞典 - 瑞士 | - 苏里南 - 叙利亚 - 臺灣 - 土耳其 - 英国 - 阿联酋 - 越南 - 葉門 - 辛巴威 |

马来西亚吉隆坡
| - 馬爾地夫 - 纳米比亚 - 坦桑尼亚 |

东京
| - 几内亚 - 冰島 - 塞内加尔 |

其他
| - 刚果共和国 (新德里) - 爱沙尼亚 (新德里) - 爱尔兰 (新加坡) - 以色列 (新加坡) |